# 相關性
相关性（relevance）又称相关度、關聯性、關聯，是指一个主题与另一个主题存在某种形式的聯繫，讓人們在考虑第一个主题时會同時聯想到第二个相關的主题。在图书馆学中，特别指被检出的信息与信息用户的需求之间的相关度；在管理科学中，指系统内部各组成部分之间、系统与环境之间所具有的相互依赖、相互作用和相互制约的特性。
相关性的概念在许多不同的领域都有研究，例如認識論、逻辑学以及图书馆信息学。

## 定義
「某事物如果能夠提高完成（任務所暗示）目標的可能性，那麼它就與該任務有相關性。」
不只某件事可能有相關性，一份文件或一則訊息也可能有相關性。所以不論「事物」還是「資訊」都可能有相關性。